# Svartlåtjärnen
Svartlåtjärnen är en sjö i Bodens kommun i Norrbotten och ingår i Luleälvens huvudavrinningsområde. Sjön har en area på 0,0863 kvadratkilometer och ligger 157,3 meter över havet. Sjön avvattnas av vattendraget Urstjärnälven.

## Delavrinningsområde
Svartlåtjärnen ingår i det delavrinningsområde (732289-173849) som SMHI kallar för Inloppet i Degerträsket. Medelhöjden är 199 meter över havet och ytan är 11,92 kvadratkilometer. Det finns inga avrinningsområden uppströms utan avrinningsområdet är högsta punkten. Urstjärnälven som avvattnar avrinningsområdet har biflödesordning 3, vilket innebär att vattnet flödar genom totalt 3 vattendrag innan det når havet efter 113 kilometer. Avrinningsområdet består mestadels av skog (86 procent). Avrinningsområdet har 0,68 kvadratkilometer vattenytor vilket ger det en sjöprocent på 5,7 procent.